# ヴィーナスTV
『ヴィーナスTV』（ヴィーナスティービー）は、2012年4月6日から2014年3月28日まで毎週金曜日深夜1時28分からTVQ九州放送にて放送されていた深夜バラエティ番組。パチンコ・パチスロホール「ヴィーナスギャラリー・スロパラ」を経営しているみぞえグループの株式会社イクティスが制作している冠番組である。

## 番組概要
MC・ヤマドゥで「ライトユーザーが観て楽しめるパチンコ&パチスロバラエティ」として番組開始。
2012年7月の番組リニューアルで池内祐介が新レギュラーで加入した。
2013年1月の番組リニューアルでメインMC・新レギュラー山本華世の加入で番組内容が大幅に変わってパチンコ&パチスロの実戦や新台紹介などのパチンコ&パチスロの要素がなくなり、番組趣旨も「頑張ってる若者を応援するヴィーナス・ギャラリー提供」になった。
2013年4月から鶴久政治が新レギュラーで加入した。

## 出演者
- メインMC：山本華世
- レギュラー：鶴久政治、ヤマドゥ、池内祐介
- その他出演者：虹色ヴィーナス